# Горечавник бородатый
Горечавник бородатый (лат. Gentianopsis barbata) — травянистое растение; вид рода Горечавник (Gentianopsis) семейства Горечавковые (Gentianaceae).

## Ботаническое описание
Однолетние или двулетние растения. Стебель прямостоячий, более или менее ветвистый или простой, высотой 10—60 см. Прикорневые листья, впоследствии увядающие, собраны негустой розеткой, продолговато-обратнояйцевидные, тупые, к основанию суженные в широкий черешок; стеблевые линейно-ланцетные или линейные, тупо заострённые, длиной 2—10 см, шириной 1,5—10 мм, при основании не срастающиеся во влагалища.
Цветки четырёхчленные, сидят поодиночке на конце стебля и ветвей на длинных, в несколько раз длиннее чашечки, цветоножках. Чашечка узкоколокольчатая, длиной 23-25 мм, лопасти неравные: две из них более короткие и широкие, по краям пленчатые, на верхушке длиннозаострённые; остальные две, чередующиеся с первыми, линейно-шиловидные, на спинке остро-килевидные, длиннее или равны чашечной трубке. Венчик узко ворончато-трубчатый, синий, длиной 25-65 мм, под зевом шириной 8-15 мм, до одной трети, реже почти до середины лопастной; лопасти его продолговато-обратнояйцевидные, тупые, на вершине цельные или слегка зазубренные, в нижней части с немногочисленными, обычно короче половины ширины лопасти, ресничками или реже совсем без ресничек. Завязь эллиптическая, столбик короткий, рыльце широкое. Коробочка овально-продолговатая, на ножке, вдвое её короче.
Семена с прозрачной ячеистой кожурой. Цветёт в июле — августе.

## Экология
Вид произрастает на субальпийских и альпийских лугах, лесных опушках, иногда солонцеватых берегах рек.